# المدرسة الأبيوقورية
المدرسة الأبيقورية The Epicurian Achool مدرسة من مدارس علم النفس أسسها أبيقور في حديقته، وظل يدرّس فيها ستة وثلاثين سنة حتى ورث منصبه تلميذه لوكريتوس.

## منهجها
تعتمد المدرسة الأبيقورية على الخبرة الحسية في تفسير سلوك الإنسان، وقد سبق أبيقور سيجموند فرويد في اكتشافه مبدأ اللذة، كما تحدث عن الصراع النفسي سابقا بذلك كل مدارس علم النفس التي تناولت موضوع الصراع.

## المصدر
- Bailey & Oates: Epicurus and his School - 1940